# 奧利弗冰原島峰
84°5′S 66°8′W / 84.083°S 66.133°W
奧利弗冰原島峰（英語：Oliver Nunatak）是南極洲的冰原島峰，位於伊利沙伯女皇地，處於索爾冰原島峰以南3.7公里，屬於彭薩科拉山脈的一部分，美國地質調查局根據測量和該國海軍的空中照片繪入地圖，現時由南極條約體系管理。